# 50 TCN
Năm 50 TCN là một năm trong lịch Julius. 